# Rudolf Fuchs
Rudolf Fuchs (5. března 1890 Poděbrady - 17. února 1942 Londýn) byl pražský německý básník, dramatik, redaktor, překladatel do němčiny.

## Život
Maturoval na pražském německém reálném gymnáziu. V letech 1909-1910 pracoval jako úředník v Berlíně, poté v Praze. V roce 1916 připravoval vydání německého překladu Slezských písní Petra Bezruče. Předmluvu ke knize psal Franz Werfel, který byl v té době důstojníkem 19. pluku c. k. těžkého polního dělostřelectva v Haliči. Poštovní zásilka textů pro nakladatelství Kurt Wolff Verlag v Lipsku, kde měla kniha vyjít, byla zachycena rakouskou policií (Slezské písně byly v Rakousko-Uhersku cenzurou zakázány). Fuchs byl vyslýchán a poté odveden do rakouské armády. Kniha přesto vyšla a v roce 1917 následovalo druhé vydání. Obě vydání ale musela překonávat překážky německé cenzury.
Po skončení války v roce 1919 se vrátil do Prahy a pracoval jako obchodní úředník. Od roku 1923 spolupracoval s deníky Prager Tagblatt, Prager Abendblatt a Prager Presse. Otiskoval divadelní a výtvarné kritiky, fejetony básně a povídky.
Přispíval ke spolupráci českých a německých básníků a spisovatelů, překládal českou poezii, podílel se na vydávání almanachů české poezie v němčině.
Angažoval se v protinacistickém hnutí. V roce 1938 byl členem delegace německého exilového PEN klubu na Kongresu PEN klubů v Praze.
Po obsazení Československa nacistickými vojsky v roce 1939 uprchl do Velké Británie. Fuchsova manželka Loni uprchla dne 29. června 1939 spolu s rodinou Ludwiga Windera z Protektorátu přes Polsko a Švédsko za ním.
Zahynul při dopravní nehodě v Londýně 17. února 1942. Jeho ostatky byly v roce 1956 uloženy na Novém židovském hřbitově na Smíchově.

## Dílo

### Básně
- 1913 Der Meteor, Heidelberg : Saturn Verlag[6]
- 1919 Karawane, Lipsko : Kurt Wolff Verlag, 126 s.[7]
- 1941 Gedichte aus Reigate (Básně z Reigate), Londýn : [s.n.], 48 stran, náklad 150 neprodejných výtisků.[8]

### Odborné stati
- České a německé básnictví v Československu, Praha : Fr. Borový, 1937, 29 s., Úvahy a přednášky ; sv. 6

### Almanachy
- 1927 - Paul Nettl (ed.): Alt-Prager Almanach, Prag : Die Bücherstube, 164 s. zastoupení autoři: Oskar Baum, Alfred Einstein, Rudolf Fuchs, Otto Kletzl, Paul Kornfeld, Oskar Kraus, Paul Leppin, Leo Perutz, Otto Pick, Oskar Schuerer, Erich Steinhard, Karl Hans Strobl, Johannes Urzidil, Franz Werfel, Oskar Wiener, Ludwig Winder[9]
- 1938 Deutsche Gedichte aus Prag, Prag : [s.n.], 112 s.

### Překlady
- 1916 Jüngste tschechische Lyrik : eine Anthologie, Berlin-Wilmersdorf : Verlag der Wochenschrift Die Aktion, autoři: Petr Bezruč, Otokar Březina, Viktor Dyk, Otokar Fischer, Stanislav Hanuš, Karel Hlaváček, Jiří Karásek ze Lvovic, Josef Kodiček, Petr Křička, Jan Svatopluk Machar[p 2], Stanislav K. Neumann, Antonín Sova, Fráňa Šrámek, Erwin Taussig, Otakar Theer, Karel Toman, Richard Weiner, přeložili: Max Brod, Otto Pick a Rudolf Fuchs.[10]
- 1916 Petr Bezruč: Die schlesischen Lieder (Slezské písně), předmluva: Franz Werfel
  - 2. vydání, Lipsko : Kurt Wolf Verlag, 1917,[2]

### Libreta
- 1928 Zásnuby ve snu (Verlobung im Traum), spoluautor Rudolf Thomas, hudba Hans Krása, premiéra: Nové německé divadlo v Praze (Neues deutsches Theater), 18. květen 1933, dirigent: Georg Széll.[11]
- 1932 Ervín Schulhoff: Komunistický manifest : oratorium pro čtyči sólové hlasy, chlapecký sbor, dva smíšené sbory a velký orchestr dechových nástrojů, text podle Komunistického manifestu Karla Marxe a Bedřicha Engelse zpracoval Rudolf Fuchs.[12]

### Posmrtně vyšlo
- Rudolf Fuchs: Vzkaz : výbor z díla, vybral a z němčiny přeložil Pavel Eisner, Praha : Československý spisovatel, 1950, 155 s.

Dále je autorem několika nevydaných románů.